# Vajtang Blaguidze
Vajtang Blaguidze (Georgia, Unión Soviética, 23 de julio de 1954) es un deportista soviético retirado especialista en lucha grecorromana donde llegó a ser campeón olímpico en Moscú 1980.

## Carrera deportiva
En los Juegos Olímpicos de 1980 celebrados en Moscú ganó la medalla de oro en lucha grecorromana de pesos de hasta 52 kg, por delante del luchador húngaro Lajos Rácz (plata) y del búlgaro Mladen Mladenov (bronce).